# (4096) Kushiro
(4096) Kushiro es un asteroide perteneciente al cinturón de asteroides, descubierto el 15 de noviembre de 1987 por Seiji Ueda y el astrónomo Hiroshi Kaneda desde el Kushiro Marsh Observatory, Hokkaido, Japón.

## Designación y nombre
Designado provisionalmente como 1987 VC. Fue nombrado Kushiro en homenaje a Kushiro ciudad japonesa donde se ubica el observatorio desde el que se hizo el descubrimiento.